# Корнев, Владимир Павлович
Владимир Павлович Корнев (1924, Ленинград — август 1990, Ленинград) — советский футболист и футбольный тренер. Мастер спорта СССР.

## Биография
Играл в командах «Динамо» Ленинград (1947—1949), «Судостроитель» Ленинград (1949), «Шахтёр» Сталино (1950), «Калев» Таллин (1951—1954), «Динамо» Таллин (1955—1958). В классе «А» в 1947—1948 и 1950 годах провёл 25 игр, забил три мяча.
Окончил ГОЛИФК имени Лесгафта, окончил школу тренеров при ГОЛИФК (1948—1951). Работал тренером в «Динамо» Таллин (1961), «Автомобилисте» Ленинград (1965). В 1968—1985 работал тренером и начальником команды в ленинградском «Зените». В августе — октябре 1977 на протяжении семи матчей замещал заболевшего Германа Зонина на посту главного тренера. Позже работал тренером в школе «Смена».
Погиб в результате несчастного случая — попал под машину в промежутке между 10 и 13 августа 1990.